# Edward Stanley, 15. Earl of Derby

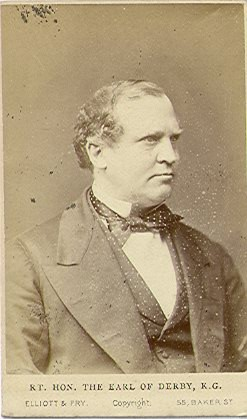
Edward Henry Stanley, 1870

Edward Henry Stanley, 15. Earl of Derby KG, PC (* 21. Juli 1826; † 21. April 1893 in Knowsley) war ein britischer Politiker.

## Leben
Stanley war der älteste Sohn von Edward Geoffrey Smith Stanley, 14. Earl of Derby und Emma Caroline Bootle-Wilbraham, einer Tochter von Edward Bootle-Wilbraham, 1. Baron Skelmersdale, und war der ältere Bruder von Frederick Arthur Stanley, 16. Earl of Derby. Er studierte an der Rugby School in Rugby, Warwickshire, und am Trinity College der Universität Cambridge.
Danach bereiste er die Westindischen Inseln, Kanada und die USA. Stanley saß als Mitglied der Conservative Party in dieser Zeit für die Stadt King’s Lynn im Unterhaus. Im März 1852 wurde er Staatssekretär im Foreign and Commonwealth Office (britisches Außenministerium) im ersten Kabinett seines Vaters.
Obgleich er stets den Liberalen zuneigte, lehnte er 1855 das Angebot des liberalen Premierministers Lord Palmerston ab, das Kolonialministerium als Minister (Secretary of State for the Colonies) zu übernehmen. In der zweiten Regierungszeit seines Vaters, 1858 bis 1859 erhielt er dann genau dieses Ministerium verbunden nun mit einem Sitz im Kabinett. 1859 wurde er nach dem Ende der Herrschaft der Britischen Ostindien-Kompanie über Britisch-Indien erster Minister für Indien (Secretary of State for India) im Kabinett, das als Kronkolonie der britischen Krone übertragen wurde.
In der dritten Regierungszeit seines Vaters (1866–1868) wurde er Außenminister (Secretary of State for Foreign and Commonwealth Affairs). Er spielte bei den Verhandlungen in der Luxemburgkrise eine wichtige Rolle. Stanley legte bei dem Amtsantritt des neu gewählten Premierminister William Ewart Gladstone im Dezember 1868 sein Amt nieder. Nach dem Tode seines Vaters wurde er im folgenden Jahr Mitglied des House of Lords als Earl of Derby.
Im Kabinett des neu gewählten Premierministers Benjamin Disraeli, das am 20. Februar 1874 gebildet wurde, übernahm er wieder das Außenministerium, geriet aber mit dem Premierminister in Konflikt, als Disraeli ein energisches Vorgehen gegen Russland im Russischen Türkenkrieg verlangte (siehe auch Midlothian-Kampagne). Als die Regierung am 24. Januar 1878 einen Kredit vom Parlament anforderte und das Einlaufen der Royal Navy in die Dardanellen anordnete, verlangte Stanley zusammen mit Henry Herbert, 4. Earl of Carnarvon seine Entlassung, Benjamin Disraeli nahm deshalb den der Royal Navy gegebenen Befehl zurück. Als aber nach dem Frieden von San Stefano Benjamin Disraeli ein entschiedenes Einschreiten zur Wahrung der Stellung des Vereinigten Königreiches im Orient für wichtig hielt, deshalb die Reservisten einberief und andere militärische Vorbereitungen traf, schied Stanley, der diese Maßnahmen nicht billigte, am 30. März aus der Regierung. Er wurde umgehend durch Lord Salisbury ersetzt, der (gemeinsam mit Disraeli) auf dem Berliner Kongress eine für Großbritannien zufriedenstellende Einigung aushandelte.
Während er nun im Oberhaus Disraelis Orientpolitik kritisierte, näherte er sich, im Widerspruch mit den Traditionen seiner Familie, mehr und mehr der Liberal Party, bis er sich im April 1879 durch einen offenen Brief an die Konservativen von Lancashire geradezu von der Conservative Party lossagte. Während der Wahlen im Frühjahr 1880 machte er seinen weitreichenden Einfluss zugunsten der Liberal Party geltend und war von Dezember 1882 bis Juni 1885 Kolonialminister in der Regierung von William Ewart Gladstone. 1886 trat er der im selben Jahr neu gegründeten Liberal Unionist Party bei.
Stanley starb 1893 in Knowsley nach einer schweren Grippe, an der er 1891 erkrankt war und von der er sich nicht mehr hatte erholen können. Stanley war Mitglied im Hosenbandorden und im Privy Council. Sein Bruder Frederick Arthur Stanley, 16. Earl of Derby war ebenfalls ein bekannter Politiker.

## Werke
- Claims and resources of the West-Indian colonies (London 1849).